# Mõisaküla (Halinga)
Mõisaküla – wieś w Estonii, w prowincji Parnawa, w gminie Halinga.